# Andrew Murdoch
Andrew Murdoch (Kawakawa, 16 de julio de 1982) es un deportista neozelandés que compitió en vela en las clases Laser y Finn.
Ganó cuatro medallas en el Campeonato Mundial de Laser entre los años 2005 y 2011 y una medalla de bronce en el Campeonato Europeo de Finn de 2013. Participó en dos Juegos Olímpicos de Verano, Pekín 2008 y Londres 2012, ocupando el quinto lugar en la clase Laser en ambas ocasiones.

## Palmarés internacional
| Campeonato Mundial | Campeonato Mundial         | Campeonato Mundial | Campeonato Mundial |
| Año                | Lugar                      | Medalla            | Clase              |
| ------------------ | -------------------------- | ------------------ | ------------------ |
| 2005               | Fortaleza (Brasil)         | Medalla de bronce  | Laser              |
| 2007               | Cascaes (Portugal)         | Medalla de plata   | Laser              |
| 2010               | Isla Hayling (Reino Unido) | Medalla de bronce  | Laser              |
| 2011               | Perth (Australia)          | Medalla de bronce  | Laser              |

| Campeonato Europeo | Campeonato Europeo    | Campeonato Europeo | Campeonato Europeo |
| Año                | Lugar                 | Medalla            | Clase              |
| ------------------ | --------------------- | ------------------ | ------------------ |
| 2013               | Warnemünde (Alemania) | Medalla de bronce  | Finn               |

1. ↑  En el Campeonato Europeo de esta clase se permite la participación de regatistas de otros continentes.